# Hürth
Hürth is een stad en gemeente in de Duitse deelstaat Noordrijn-Westfalen, gelegen in de Rhein-Erft-Kreis en grenst aan Keulen. De gemeente telt 59.525 inwoners (31 december 2020) op een oppervlakte van 51,22 km².

## Geboren
- Michael Schumacher (1969), voormalig Formule 1-coureur en zevenvoudig wereldkampioen
- Ralf Schumacher (1975), voormalig Formule 1-coureur

## Partnersteden
Hürth is een partnerstad van:
- Spijkenisse (Nederland), sinds 1966
- Thetford (Verenigd Koninkrijk), sinds 1966

## Afbeeldingen

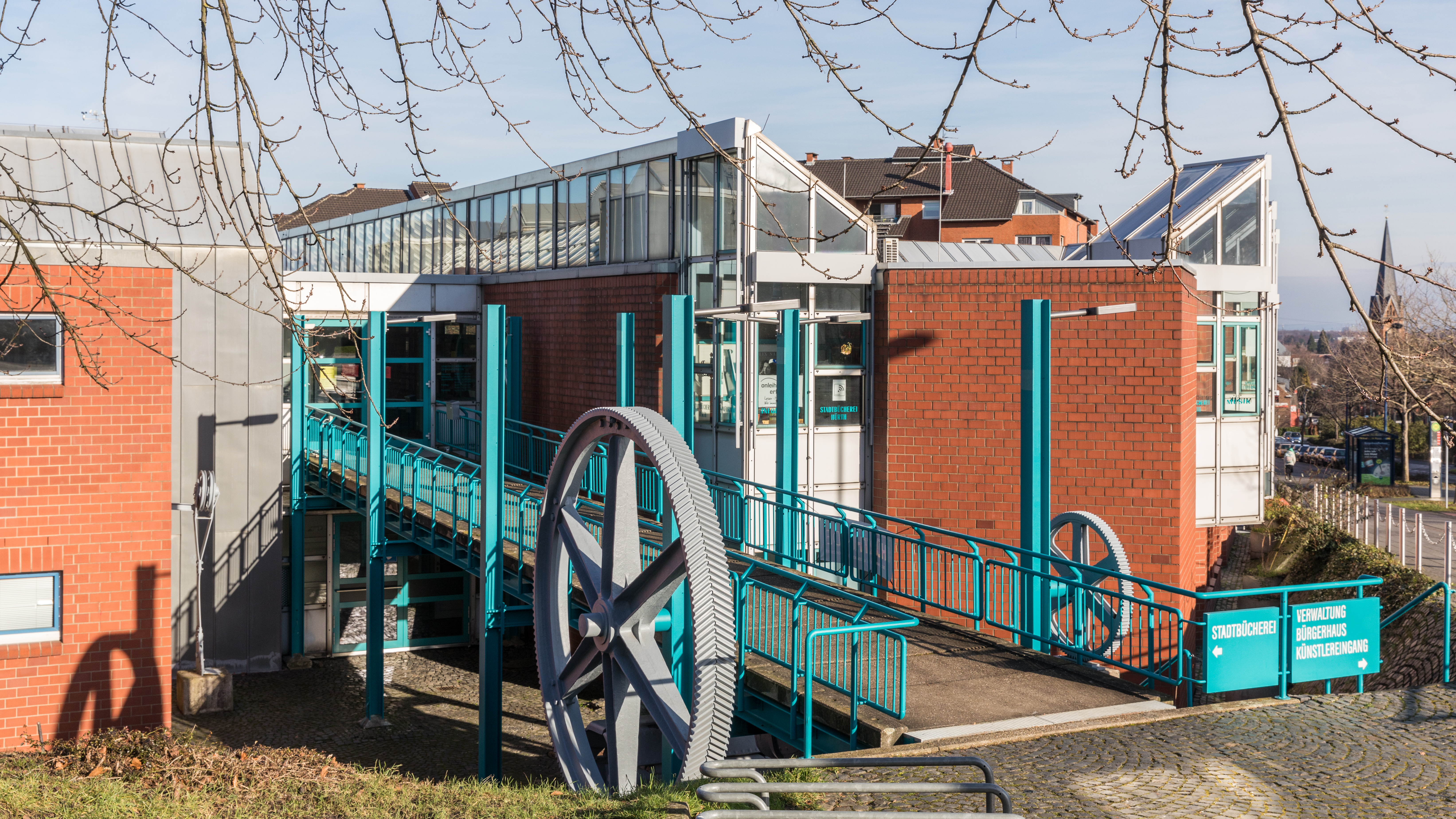
Bibliotheek
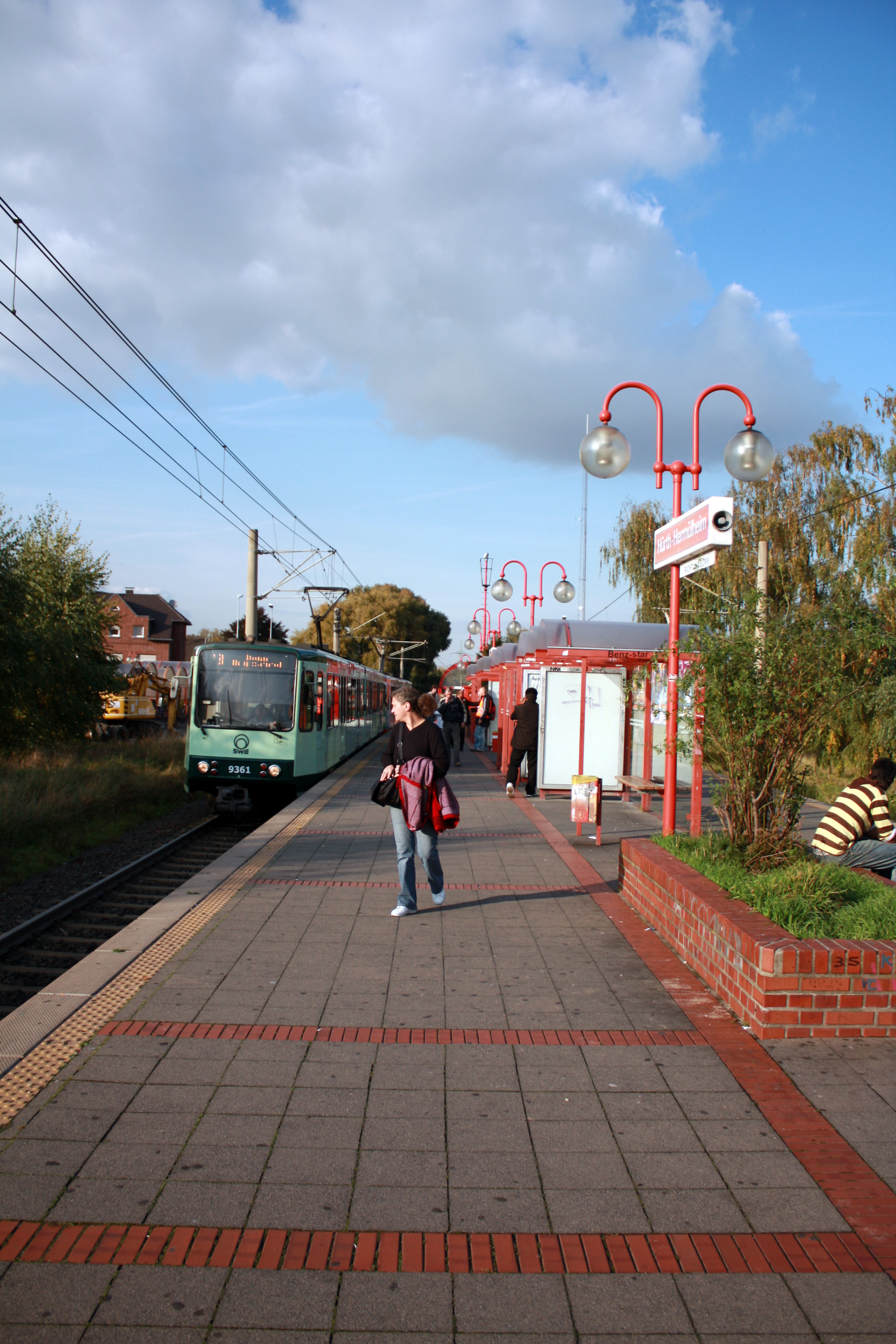
Tramhalte Hürth-Hermülheim
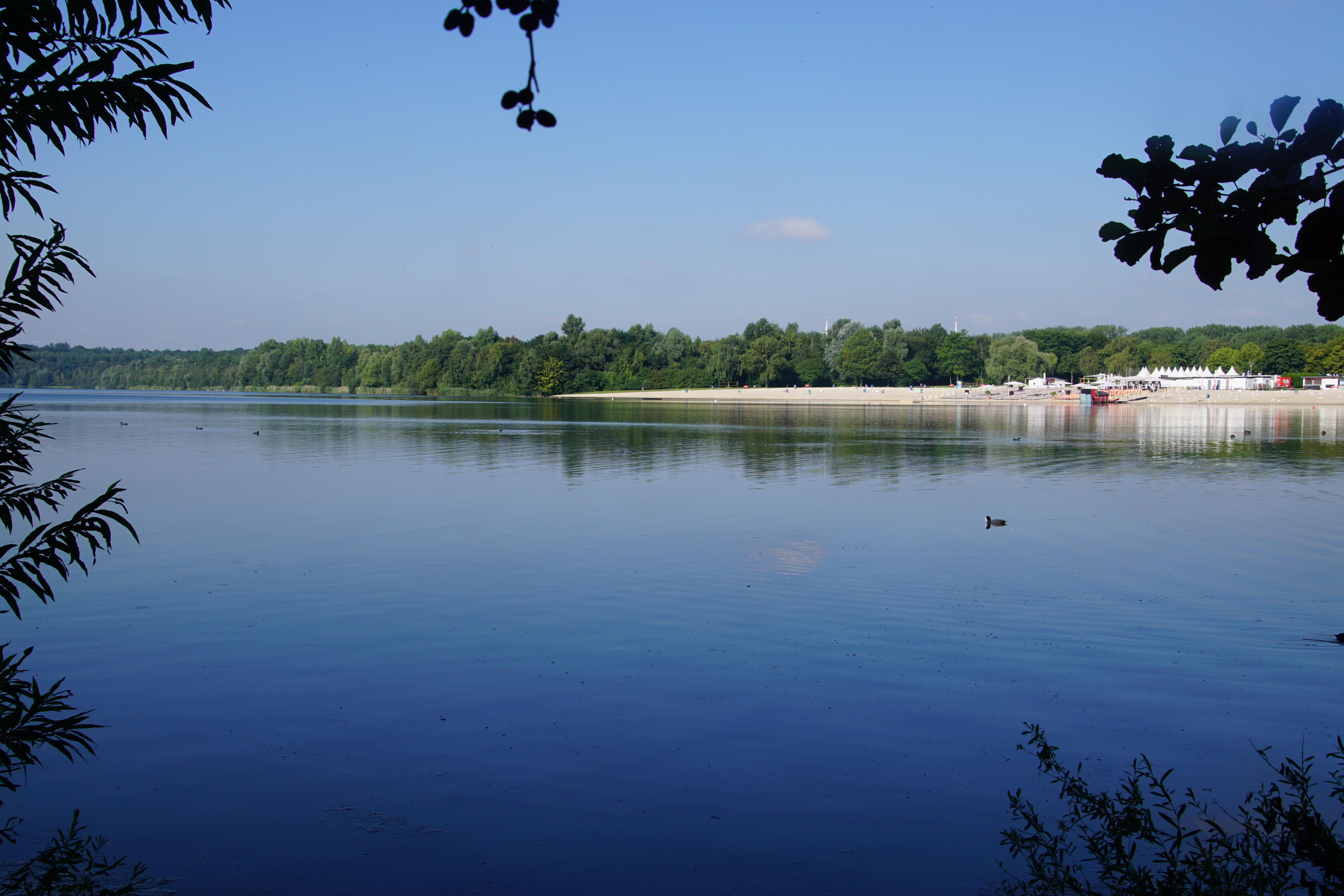
Otto-Maigler-See
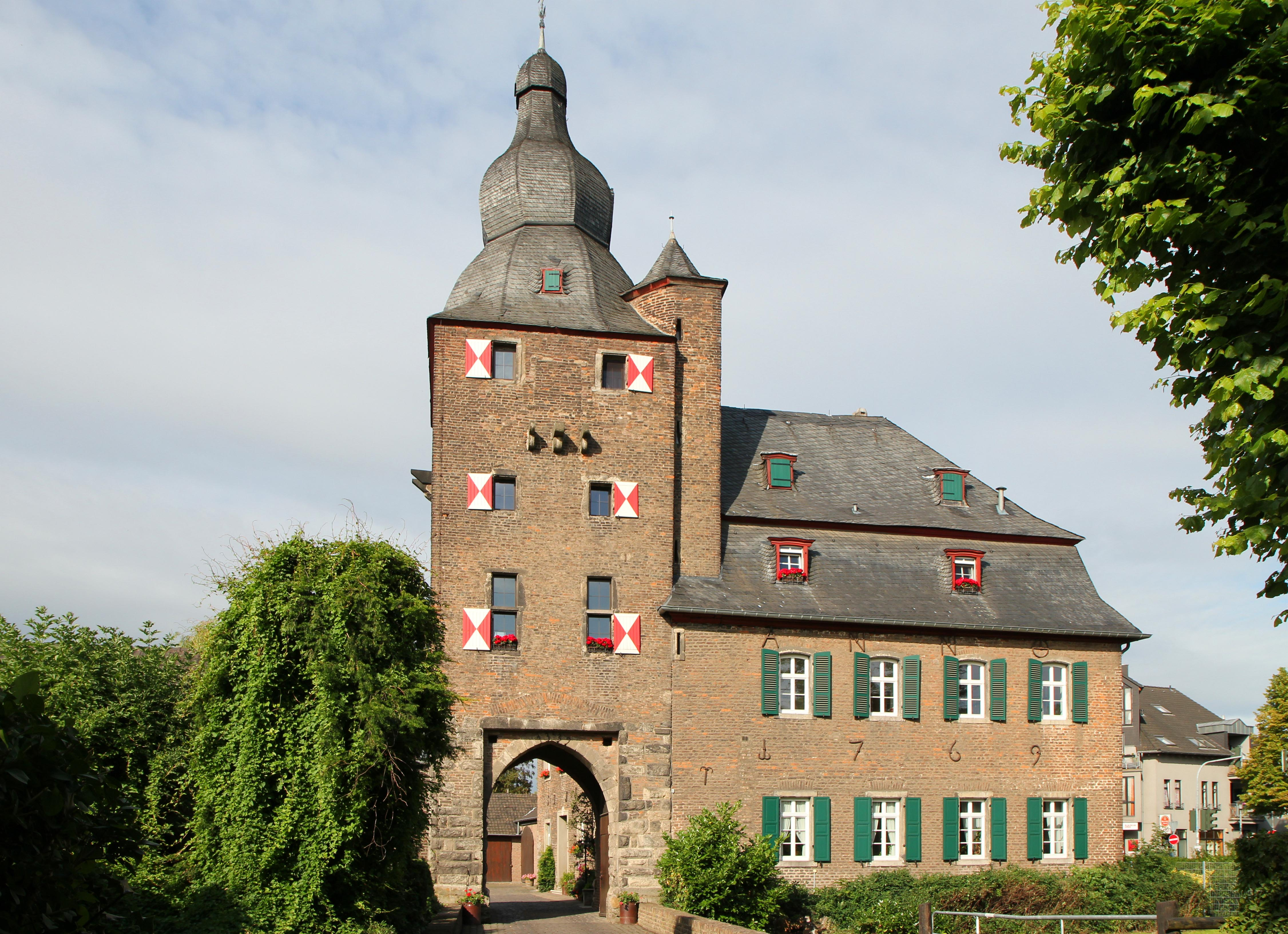
Burg Efferen

Bedburg · Bergheim · Brühl · Elsdorf · Erftstadt · Frechen · Hürth · Kerpen · Pulheim · Wesseling